# Musée du Fouta Djallon
Le musée du Fouta Djallon est un musée privé de Guinée situé à Labé, consacré à l'histoire, à la culture, aux arts et à l'artisanat des Peuls et des premiers habitants du Fouta Djallon.

## Histoire
Inauguré le 9 juillet 2001, il a été fondé par l'universitaire et diplomate Bonata Dieng et sa femme, la romancière et poétesse Koumanthio Zeinab Diallo.

## Collections
Sur une superficie de 1 000 m2, le musée est organisé en cinq sections :
- Département littéraire et spirituel
- Département politico-militaire
- Département art et artisanat
- Département costumes et bijoux
- Département de l'habitat.